# Les Dieux de bronze
Pour plus de détails, voir Fiche technique et Distribution.
Les Dieux de bronze (Tin Gods) est un film muet américain réalisé par Allan Dwan et sorti en 1926.

## Fiche technique
- Titre : Les Dieux de bronze
- Titre original : Tin Gods
- Réalisation : Allan Dwan
- Scénario : Paul Dickey, James Shelley Hamilton, Howard Emmett Rogers, d'après une pièce de William Anthony McGuire
- Chef-opérateur : Alvin Wyckoff
- Production : Jesse L. Lasky, Adolph Zukor
- Durée : 90 minutes
- Date de sortie :
  - États-Unis : 19 septembre 1926

## Distribution
- Thomas Meighan : Roger Drake
- Renée Adorée : Carita
- Aileen Pringle : Janet Stone
- William Powell : Tony Santelli
- Hale Hamilton : Dr. McCoy
- John Harrington : Dougherty
- Joe King
- Robert Emmett O'Connor
- Delbert Whitten Jr. : Billy
- Louise Fazenda